# Sulejman Naibi
Sulejman Naibi, znany też jako Sulejman Ramazani (ur. ? w Beracie, zm. 1771) – albański poeta.

## Życiorys
Poeta, wychowany w tradycji muzułmańskiej, działający w Albanii, w czasach, kiedy tworzył Nezim Ibrahim Frakulla. Większość swojego życia spędził w rodzinnym Beracie. Był synem Mulli Ramazaniego. Z wycinkowych informacji o jego życiu wiadomo, że ożenił się w Elbasanie i przez pewien czas przebywał w Turcji oraz na Środkowym Wschodzie. Zmarł w Beracie i został pochowany w Meczecie Hysena Paszy.

## Twórczość
Należał do środowiska poetów określanych pojęciem Bejtexhinj – pisarzy związanych z tradycją islamską, piszących w dialektach albańskich, ale przy użyciu arabskiego alfabetu. Naibi był jednym z pierwszych autorów dywanu w języku albańskim. Manuskrypt utworu przechowywano w Fierze do 1944, kiedy został bezpowrotnie stracony. Obecnie znamy zaledwie jego fragmenty  z kilku innych przekazów, które przetrwały w formie manuskryptów albo w tradycji ustnej. Najbardziej znanym z tych utworów jest Mahmudeja e stolisurë (Mahmud, godny czci). Naibi był pierwszym w historii literatury albańskiej poetą muzułmańskim, który poświęcił jeden z utworów pięknu kobiety. Język utworów Naibiego zawiera więcej orientalizmów niż współczesna mu poezja Nezima Frakulli.